# Scheinsubjekt
Der Begriff des Scheinsubjekts wurde von Peter Schadt in die techniksoziologische Debatte um die Digitalisierung eingeführt und bezeichnet nach Schadt den Fehler, „die Digitalisierung“ als Subjekt von Prozessen zu benennen. Beispielhaft zitiert er dabei das Fraunhofer Institut mit dem Satz: „Die Digitalisierung wird sowohl die Produktion als auch die Produkte der Automobilindustrie grundlegend verändern“. Hierin würde eine Selbsttätigkeit der Technik ausgedrückt, die vielmehr selbst Mittel für andere Akteure ist und nicht selbst tätig sei.
In einem populärwissenschaftlichen Aufarbeiten dieser Kritik heißt es zur Erklärung des Scheinsubjekts: „»Die Digitalisierung« tut gar nichts. Sie ist ein Scheinsubjekt. Das klingt kompliziert, doch jeder kennt das Scheinsubjekt aus dem alltäglichen Sprachgebrauch. Bei der Aussage »es regnet« weiß jeder, dass gar kein »es« existiert, das gerade die Handlung des Regnens durchführt. Das »es« steht vielmehr für eine bestimmte Wetterlage. Wer nun von »der Digitalisierung« spricht, verschweigt ebenso, welches Subjekt die Digitalisierung aus welchen Gründen ins Werk setzt. Denn wer Arbeit bekommt oder behält, wie diese Arbeit aussieht und wie sie bezahlt wird, entscheidet in unserer feinen Welt das Kapital – und eben nicht die Technik. Und das Kapital digitalisiert die Welt für seine Zwecke.“

## Definition
In seiner Dissertation findet sich folgende Definition: „Die Digitalisierung wird hier verstanden als ein Expletivum, dass nur scheinbar handelt, tatsächlich allerdings gestalten die Akteure […] mit ihren Interessen sowohl die intendierten als auch die nichtintendierten Folgen der Veränderungen. Wo daher als Erklärungsansatz ‚die Digitalisierung‘ fällt - egal ob deterministisch als Kausalzusammenhang oder stochastisch als Möglichkeitsraum - wird [tatsächlich] das Verhältnis von Kooperation und Konkurrenz der Akteure selbst untersucht“.

## Rezeption
Der Philosoph und emeritierte Professor Wolfgang Fritz Haug schreibt über den Ansatz von Schadt in der von ihm herausgegebenen Zeitschrift Das Argument: Von der Digitalisierung zu reden sei eine „syntaktisch notwendige Bedeutungslosigkeit [,…] wie ich von Peter Schadt gelernt habe. […] Schadts positiv-kritischer Begriff für die mit jener Phrase bezeichnete, der Technik zugeschriebene Pseudosubjekthaftigkeit verdankt sich einer Weiterentwicklung des marxschen Fetischbegriffs“. Die operaristische Zeitschrift Wildcat greift die Forschungsergebnisse ebenfalls auf, schlägt allerdings eine gekürzte Lektüre der Dissertation vor und urteilt, die „ersten 150 Seiten Ausführungen zu Marx, Hegel und Heinrich kann man überspringen“, um den Begriff des Scheinsubjekts anzuwenden. Nathan Weis urteilt in seiner Rezension der Dissertation auf kritisch-lesen.de: „Welche Strategien die einzelnen Akteure dabei verfolgen, welchen Verlauf Konkurrenz und Kooperation der Kapitale nehmen und wie der Standort Deutschland mit der Industrie 4.0 in der internationalen Konkurrenz vorankommen will, erfährt man in dieser empfehlenswerten Studie von Peter Schadt“. Johannes Schillo urteilt in seiner Rezension: „Die Warnung vor Technik-Illusionen, die Schadt ausspricht, ist nur allzu berechtigt“.